# Maikel Kieftenbeld
Maikel Kieftenbeld (Lemelerveld, 26 juni 1990) is een Nederlands betaald voetballer die doorgaans op het middenveld speelt. In augustus 2024 tekende hij bij SC Cambuur Leeuwarden, dat nam hem over van FC Emmen.

## Clubcarrière

### Go Ahead Eagles
Kieftenbeld begon met voetballen in zijn woonplaats Lemelerveld. Daar werd hij opgemerkt en opgenomen in de jeugdopleiding van de Twente/Heracles-Combinatie. Toen hij er te licht bevonden werd, vertrok hij naar Go Ahead Eagles. Kieftenbeld mocht in de zomer van 2008 mee met een trainingskamp van Go Ahead Eagles en een paar wedstrijden in de voorbereiding meedoen. Toen de competitie eenmaal begon, mocht hij zijn debuut maken. Hij betrad op 8 augustus 2008 tijdens een wedstrijd tegen VVV-Venlo na rust als invaller het veld. In een thuisduel tegen BV Veendam op 24 april 2009 scoorde hij voor de eerste keer in het betaald voetbal. Het was meteen een winnende treffer. Hij kwam in Deventer tot 72 wedstrijden en 3 goals.

### FC Groningen
Kieftenbeld tekende in juni 2010 een vierjarig contract bij FC Groningen, waar hij uitgroeide tot basisspeler. Hij maakte op 30 oktober 2011 zijn eerste doelpunt in een Eredivisiewedstrijd, tijdens een 6-0-zege tegen Feyenoord. Hij werd op 18 november 2011 na een de wedstrijd tegen Excelsior door de supporters uitgeroepen tot speler van de wedstrijd. Kieftenbeld bleek aan het einde van het seizoen 2011-2012 het meeste aantal punten te hebben gehaald in de stand van Essent Speler van het Jaar. Hij was met zestien punten het vaakst gekozen door de supporters van FC Groningen. 
In het seizoen 2012/2013 was Kieftenbeld regelmatig aanvoerder van het team wanneer eerste keus Lindgren gepasseerd of geblesseerd was. Hij verlengde in 2014 zijn contract bij FC Groningen tot medio 2016. In seizoen 2014/2015 was hij de vaste aanvoerder van het team, waarmee hij dat jaar de KNVB beker won. Vanaf het seizoen 2012/2013 tot en met seizoen 2014/2015 was Maikel ambassadeur van de G-voetbalvereniging Kids United. Hij volgde daarmee Pieter Huistra op. Kieftenbeld speelde vijf seizoenen voor Groningen en speelde daarin in totaal 166 wedstrijden. Hij scoorde viermaal.

### Birmingham City
Kieftenbeld tekende in juli 2015 een contract tot medio 2018 bij Birmingham City, de nummer tien van de Championship in het voorgaande seizoen. Dat betaalde een gelimiteerde transfersom voor hem, die hij in zijn contract had laten opnemen toen hij bijtekende in Groningen. Kieftenbeld maakte op 8 augustus 2015 zijn debuut voor Birmingham City, tijdens de eerste speelronde van het seizoen 2015/16 in de Championship. In een met 2-1 gewonnen wedstrijd tegen Reading begon hij die dag in de basis.
In de zomer van 2017 leek Kieftenbeld een transfer te maken naar Derby County. Deze transfer ging echter niet door wegens een onjuiste handtekening op het spelersregistratieformulier en de nieuwe formulier met de juiste handtekening werd te laat ingeleverd, na de transferdeadline. In januari 2018 verlengde Kieftenbeld zijn contract met twee jaar tot medio 2020 met een optie voor nog een jaar. In april 2019 raakte hij ernstig geblesseerd aan zijn knie tijdens een wedstrijd tegen Leeds United. In januari 2020 keerde hij terug op het trainingsveld. Hij stond in totaal 5,5 jaar onder contract bij Birmingham en kwam tot 183 wedstrijden en zes goals.

### Millwall
In januari 2021 koos Kieftenbeld voor een overstap naar Millwall. Hij tekende een contract tot medio 2022 en speelt met rugnummer 16. In anderhalf jaar speelde Kieftenbeld 40 wedstrijden voor Millwall.

### FC Emmen
In juni 2022 koos Kieftenbeld, die transfervrij was na zijn vertrek bij Millwall, voor een terugkeer naar Nederland. Hij tekende een contract voor één seizoen, met een optie voor nog een seizoen, bij promovendus FC Emmen. Daar werd hij herenigd met Dick Lukkien, met wie hij al samenwerkte bij FC Groningen. In de eerste wedstrijd van het seizoen, tegen PSV, scheurde hij in de slotseconden zijn kruisband, waardoor hij de rest van het seizoen niet meer in actie komt. Hij maakte zijn rentree in de eerste speelronde van het seizoen 2023/24, tegen SC Cambuur; Emmen was ondertussen gedegradeerd naar de Keuken Kampioen Divisie. Halverwege het seizoen werd hij aanvoerder. In totaal kwam hij tot 35 wedstrijden, waarin hij drie keer scoorde.

### SC Cambuur
Medio 2024 maakte Kieftenbeld de overstap naar SC Cambuur.

## Carrièrestatistieken
| Seizoen         | Club            | Land            | Competitie      | Competitie | Competitie | Beker | Beker | Internationaal | Internationaal | Overig | Overig | Totaal | Totaal |
| Seizoen         | Club            | Land            | Competitie      | Wed.       | Dlp.       | Wed.  | Dlp.  | Wed.           | Dlp.           | Wed.   | Dlp.   | Wed.   | Dlp.   |
| --------------- | --------------- | --------------- | --------------- | ---------- | ---------- | ----- | ----- | -------------- | -------------- | ------ | ------ | ------ | ------ |
| 2008/09         | Go Ahead Eagles | Nederland       | Eerste divisie  | 30         | 1          | 1     | 0     | –              | –              | 0      | 0      | 31     | 1      |
| 2009/10         | Go Ahead Eagles | Nederland       | Eerste divisie  | 33         | 2          | 5     | 0     | –              | –              | 4      | 0      | 42     | 2      |
| 2010/11         | FC Groningen    | Nederland       | Eredivisie      | 31         | 0          | 4     | 0     | –              | –              | 2      | 0      | 37     | 0      |
| 2011/12         | FC Groningen    | Nederland       | Eredivisie      | 26         | 1          | 1     | 0     | –              | –              | 0      | 0      | 27     | 1      |
| 2012/13         | FC Groningen    | Nederland       | Eredivisie      | 27         | 1          | 3     | 0     | –              | –              | 2      | 0      | 30     | 1      |
| 2013/14         | FC Groningen    | Nederland       | Eredivisie      | 28         | 0          | 3     | 0     | –              | –              | 3      | 0      | 31     | 0      |
| 2014/15         | FC Groningen    | Nederland       | Eredivisie      | 33         | 0          | 6     | 1     | 2              | 1              | 0      | 0      | 41     | 2      |
| 2015/16         | Birmingham City | Engeland        | Championship    | 42         | 3          | 3     | 0     | –              | –              | 0      | 0      | 45     | 3      |
| 2016/17         | Birmingham City | Engeland        | Championship    | 38         | 1          | 3     | 0     | –              | –              | 0      | 0      | 41     | 1      |
| 2017/18         | Birmingham City | Engeland        | Championship    | 35         | 0          | 3     | 1     | –              | –              | 0      | 0      | 38     | 1      |
| 2018/19         | Birmingham City | Engeland        | Championship    | 36         | 1          | 2     | 0     | –              | –              | 0      | 0      | 38     | 1      |
| 2019/20         | Birmingham City | Engeland        | Championship    | 8          | 0          | 1     | 0     | –              | –              | 0      | 0      | 9      | 0      |
| 2020/21         | Birmingham City | Engeland        | Championship    | 10         | 0          | 2     | 0     | –              | –              | 0      | 0      | 12     | 0      |
| 2020/21         | Millwall        | Engeland        | Championship    | 11         | 0          | 0     | 0     | –              | –              | 0      | 0      | 11     | 0      |
| 2021/22         | Millwall        | Engeland        | Championship    | 27         | 0          | 2     | 0     | –              | –              | 0      | 0      | 29     | 0      |
| 2022/23         | FC Emmen        | Nederland       | Eredivisie      | 1          | 0          | 0     | 0     | –              | –              | 0      | 0      | 1      | 0      |
| Carrière totaal | Carrière totaal | Carrière totaal | Carrière totaal | 416        | 10         | 39    | 2     | 2              | 1              | 11     | 0      | 468    | 13     |

## Erelijst
FC Groningen
| Nationaal  |    |         |
| KNVB beker | 1x | 2014/15 |